# Àrbaces (sàtrapa)
Àrbaces fou un comandant de l'exèrcit d'Artaxerxes II de Pèrsia Mèmnon (404 aC-358 aC) que va lluitar contra Cir el Jove, germà del rei, a la batalla de Cunaxa, l'any 401 aC. Fou també sàtrapa de Mèdia per la mateixa època segons esmenta Xenofont a l'Anàbasi.